# Nagapattinam
Nagapattinam (äldre namnformer Nagapatnam eller Negapatam) är en hamnstad i den indiska delstaten Tamil Nadu, vid en av floden Cauverys mynningsarmar. Den är centralort i ett distrikt med samma namn som staden. Folkmängden uppgick till 102 905 invånare vid folkräkningen 2011.
Genom bibana är staden förenad med Chennai-Calicutbanan. Nagapattinam var ett av portugisernas äldsta nybyggen på Koromandelkusten. Det intogs av holländarna 1660 och av engelsmännen 1781.